# AB-20
La AB-20 est une avenue qui entoure Albacete par le sud en desservant les différentes zones de la ville.
D'une longueur de 12 kilomètres, elle relie l'A-31 à l'ouest de la ville jusqu'à l'intersection entre l'A-30 et A-31 à l'est.
Elle est composée de plusieurs échangeurs qui desservent le centre-ville sous forme de giratoires et croisements.

## Tracé
- Elle se déconnecte de l'A-31 à l'est et prolonge la Route de Madrid.
- Elle traverse le centre urbain par le sud avant d'atteindre l'A-30 et l'A-31

## Sorties
| Numéro de la sortie | Nom de la sortie                                                                  | Bifurcation |
| ------------------- | --------------------------------------------------------------------------------- | ----------- |
|                     | Madrid A-3 AP-46 Cuenca CM-45 Ciudad Real - Puertollano A-43                      | A-31        |
|                     | Zone Industrielle Campollano Nord                                                 |             |
|                     | Zone Industrielle Campollano - Avenida Primera                                    |             |
|                     | Zone Industrielle Campollano - Avenida Segunda                                    |             |
|                     | Zone Industrielle Campollano - Avenida Tercera                                    |             |
| Sortie              | Linares - Bailen Grenade - Jaen                                                   | A-32        |
|                     | Imaginalia                                                                        |             |
|                     | Albacete Ouest - Albacete-Avenida de la Mancha                                    |             |
|                     | Albacete Centre - Albacete-Avenida de Los Toreros                                 |             |
|                     | Albacete Centre - Albacete-Calle Benavente Albacete-Carreterra de Jaen            |             |
|                     | Albacete-Calle Mejico - Albacete-Calle Rio Rozas                                  |             |
|                     | Albacete-Los Llanos - Albacete-Calle Rosario                                      |             |
|                     | Albacete-Calle del Capitan Cortes - Albacete-Parque Abelardo Sanchez              |             |
|                     | Albacete-Avenida de Espana - Université de Castille-La Manche Carlos Belmonte     |             |
|                     | Albacete-Calle de Los Hermanos Falco - Aéroport d'Albacete-Los Llanos Murcie A-30 |             |
|                     | Albacenter - Albacete-Carreterra de Valencia                                      |             |
|                     | Nueva Ciudad                                                                      |             |
|                     | Valence - Xàtiva A-35 Alicante- Elche Murcie - Carthagène                         | A-31 A-30   |

## Référence
- Nomenclature